# Luis Rentería
Luis Gabriel Rentería (Panama, 13 settembre 1988 – Panama, 6 marzo 2014) è stato un calciatore panamense.
È scomparso nel 2014 all'età di 25 anni per complicazioni causate dal lupus, malattia che gli era stata diagnosticata nell'agosto 2013.